# The Rounders
„The Rounders“ е американски филм от 1914 година, комедия на режисьора Чарли Чаплин по негов собствен сценарий.
В центъра на сюжета са двама пияни мъже, живеещи в съседни стаи в хотел, които се запознават случайно и се сприятеляват, укривайки се от агресивните си съпруги. Главните роли се изпълняват от Чарли Чаплин, Роско Арбъкъл, Филис Алън, Минта Дърфи.